# Bracholin
Bracholin – wieś w Polsce położona w województwie wielkopolskim, w powiecie wągrowieckim, w gminie Wągrowiec.

## Historia
Wieś duchowna Bracholino, własność opata cystersów w Wągrowcu pod koniec XVI wieku leżała w powiecie kcyńskim województwa kaliskiego. W styczniu 1919 mieszkańcy wzięli udział w powstaniu wielkopolskim, walcząc pod Nakłem nad Notecią. W latach 1975–1998 miejscowość administracyjnie należała do województwa pilskiego.

## Przyroda
Jezioro Bracholińskie i otaczające je podmokłe łąki stanowią ostoję ptactwa (m.in. czapli, żurawi i gęgaw). Spotkać tu można około 140 gatunków ptaków. Zbudowano tu ośrodek edukacji ekologicznej i wyznaczono ścieżkę przyrodniczą Bracholińska Ostoja z 23 tablicami i lunetą.

## Atrakcje turystyczne
- wiatrak holenderski